# Привольне (Черняховський район)
Привольне (рос. Привольное) — селище Черняховського району, Калінінградської області Росії. Входить до складу Калузького сільського поселення.
Населення —  590 осіб (2015 рік). 

## Населення
| 1910 | 1933 | 1939 | 2002 | 2010 |
| ---- | ---- | ---- | ---- | ---- |
| 439  | ↘373 | →373 | ↗667 | ↘590 |